# Raptor: Call of the Shadows
Raptor: Call of the Shadows es un videojuego de aviones en 2D diseñado para el computador X86 y escrito para el sistema operativo DOS. Producido por la compañía de juegos de vídeo Cygnus Studios (que cambió de nombre a Mountain King Studios), el juego fue lanzado al mercado por la empresa Apogee Software el 1 de abril de 1994.
Existe una versión shareware que incluye únicamente el primer episodio del juego denominado Bravo Sector y está disponible para descarga. La versión completa también puede ser comprada e incluye nuevas fases, oponentes y jefes. También hay una versión comercial para Linux.